# كيث سكينر
كيث سكينر (بالإنجليزية: Keith Skinner)‏ هو ممثل بريطاني، ولد في 1949.

## أعمال

### أفلام
- (1968) روميو وجولييت

## وصلات خارجية
- كيث سكينر على موقع IMDb (الإنجليزية)
- كيث سكينر على موقع قاعدة بيانات الفيلم (الإنجليزية)